# Fragmentos da Vida (filme)
Fragmentos da Vida é um filme brasileiro do gênero drama, dirigido por José Medina em 1929. Última produção da Rossi-Film, foi aclamado como "o mais ousado retrato da vida urbana brasileira" (Cinearte, abril/1929) e hoje é considerado obra pioneira do realismo cinematográfico nacional.
Filmado entre 1928 e 1929 em São Paulo, destacou-se por ter tido um orçamento de 60 contos de réis (equivalente a 120 salários mínimos da época), financiado por capital franco-brasileiro (Jornal do Comércio, 10/03/1928), além de ser o primeiro filme brasileiro a usar planos sequência em locações reais (favelas, docas e fábricas).

## Enredo
Fragmentos da Vida (1929), de José Medina (1894-1980) é uma adaptação livre de um conto do escritor norte-americano O. Henry (1862-1910)1. Traz a história de dois vagabundos que vivem de pequenos golpes nas ruas da cidade de São Paulo. Na infância, um deles presencia a morte do pai, um operário da construção civil, que cai de um andaime. Antes de morrer, o pai aconselha a honestidade e o trabalho como únicos valores do homem. Entretanto, passado o tempo, o garoto, agora um vagabundo, procura ser detido pela polícia para não ter que passar o inverno nas ruas. O filme sugere que a prisão funciona quase como um abrigo. Isso se deve certamente aos vínculos de Gilberto Rossi (1882-1971), o fotógrafo, com o governo estadual.
Com esse intento, o vagabundo, junto com o amigo, promove uma série de golpes, mas o acaso sempre oferece uma solução conciliadora. Num restaurante, procura comer sem pagar, mas um cidadão solidário evita que a polícia seja acionada e paga a refeição. Na aventura seguinte, o personagem quebra uma vitrine e confessa o ato ao dono da loja, mas este, duvidando de sua franqueza, procura outro culpado. Novo golpe é ensaiado. Na calçada de uma rua vigiada por um policial, o protagonista enlaça subitamente uma moça que, para sua surpresa, corresponde ao gesto e agradece a abordagem, pois dois homens suspeitos a seguiam ostensivamente. Desconsolado, o vagabundo e seu companheiro continuam a vagar até estarem diante de uma igreja. O vagabundo entra, e o discurso do padre evoca-lhe o último conselho paterno. Sai da igreja emocionado, disposto a se redimir, mas é finalmente detido pela polícia, e por um crime que não cometera. O intertítulo final anuncia seu suicídio.

## Elenco
- Carlos Ferreira como Operário; Vagabundo
- Alfredo Roussy como Malandro
- Áurea de Aremar como Moça
- José Medina Filho como Vagabundo quando criança

## Recepção
A incorporação por Fragmentos da Vida de elementos correntes no cinema norte-americano foi comemorada por Guilherme de Almeida (1890-1969), crítico reconhecido por sua severidade com a filmografia nacional. Diz ele, "José Medina é indiscutivelmente por enquanto, o nosso único diretor de verdade". Outro crítico paulista, Octavio Gabus Mendes (1906-1946), também saudou o filme, mas com menos entusiasmo: "(...) muito embora focalize aspectos pouco bonitos de nossa moderna São Paulo, assim mesmo é um filme cheio de peripécias agradáveis". (Cinearte, 11 dez. 1929). O crítico certamente se refere ao tratamento dado aos mendigos, que trafegam por pontos centrais da cidade, como o Parque Dom Pedro, o Edifício Martinelli e o Vale do Anhagabaú. Já o crítico Pedro Lima (1902-1987) projeta no futuro a importância do longa: "Este ano, com A Escrava Isaura exibida no Capitólio e Fragmentos da Vida na sala vermelha do Odeon de S. Paulo, encerra-se o nosso ano cinematográfico. Tão auspicioso para o nosso cinema, como nenhum outro" (Cinearte, 18.dez. 1929).
Suas qualidades narrativas se somam à aspiração progressista da cidade de São Paulo. Segundo Machado, é possível flagrar a vontade de modernização que o filme louva. O tom moral que envolve o discurso sobre os malefícios da vagabundagem é característico da ideologia do trabalho desenvolvida na cidade. Isso aparece nos letreiros que exaltam a vida urbana, a organização social da cidade e a crença em instituições, como a penitenciária do estado, que surge na história como um lugar melhor do que as ruas no inverno. Os planos dos edifícios centrais da cidade, logo após a sequência inicial no Parque D. Pedro II, evocam as imagens de São Paulo, Sinfonia de uma Metrópole, de Adalberto Kemeny (1901-1969) e Rodolfo Rex Lustig (1901-1970).
A Noite: "Técnica impecável e comovente retrato social" (15/04/1929, p.5).
Correio da Manhã: "Supera em humanidade muitos filmes estrangeiros" (16/04/1929, p.4).
Cinearte: "Medina eleva o cinema nacional a novo patamar" (abril/1929, p.12).

### Redescoberta
1997: Incluído na mostra "Cinema Perdido das Américas" do MoMA.
2002: Restauro digital dos 3 fotogramas sobreviventes pelo MIS-RJ.

## Legado
Apesar do apagamento histórico e da perda da maior parte de sua metragem, Fragmentos da Vida é hoje reconhecido por críticos e historiadores como um marco do realismo no cinema brasileiro, sendo comparado com a estética e técnica do diretor D. W. Griffith.
Inspirou cenas de Rio, 40 Graus (1955) e Aruanda (1960), segundo depoimentos de Nelson Pereira dos Santos e Linduarte Noronha.
Referência no manifesto do Cinema Novo (1962) como "precursor do realismo social".

## Reconhecimento
1958: Primeira retrospectiva na Cinemateca Brasileira.
2016: Eleito #87 em 100 Filmes Essenciais do Cinema Brasileiro.